# Ізраель Лайонс
Ізраель Лайонс Молодший (1739-1775) — англійський математик та ботанік. Народився у Кембриджі, син Ізраеля Лайонса старшого (помер у 1770 році). Він вважався вундеркіндом, особливо у математиці, і Роберт Сміт, вчинель Триніті-коледжу, взяв його під своє крило та заплатив за його навчання. Через єврейське походження Лайонсу не було дозволено стати офіційним членом Кембриджського університету. Тим не менш, його блискучі результати у навчанні призвели до публікації Treatise on Fluxions у віці 19 років, та через декілька років він опублікував огляд флори Кембриджа. Джозеф Бенкс заплатив Лайонсу за ряд ботанічних лекцій у Оксфордському університеті. Ізраель Лайонс був обраний Королівським астрономом для обчислення астрономічних таблиць для морського альманаху. Згодом, у 1773 році, Джозеф Бенкс забезпечив Лайонсу посаду астронома у експедиції на Північний полюс на чолі з ботаніком Константином Фіппсом.
У березні 1774 року Лайонс одружився із Фібі Пірсон, дочкою Ньюмана Пірсона із Кембріджшира, та оселився у Лондоні. Там він помер від кору 1 травня 1775 у віці всього лише 36 років, під час підготовки ним повного видання робіт Едмонда Галлея, спонсорованого Лондонського королівського товариства.